# О-Даду
О-Даду́ (фр. Haut Dadou) — кантон во Франции, находится в регионе Юг-Пиренеи, департамент Тарн. Входит в состав округов Альби и Кастр.
Код INSEE кантона — 8113. В состав кантона входит 31 коммуна. Центральный офис расположен в Реальмоне.
Кантон был образован 22 марта 2015 года. В состав новообразованного кантона вошли коммуны упразднённых кантонов Реальмон (14 коммун), Альбан (7 коммун), Вильфранш-д’Альбижуа (6 коммун) и Монредон-Лабесонье (4 коммуны).

## История
Новая норма административного деления, созданная декретом от 17 февраля 2014 года, вступила в силу на первых региональных (территориальных) выборах (новый тип выборов во Франции). Таким образом, единые территориальные выборы заменяют два вида голосования, существовавших до сих пор: региональные выборы и кантональные выборы (выборы генеральных советников). Первые выборы такого типа, на которых избирают одновременно и региональных советников (членов парламентов французских регионов), и генеральных советников (членов парламентов французских департаментов), состоялись в два тура 22 и 29 марта 2015 года. Эта дата официально считается датой создания новых кантонов и упразднения части старых. Начиная с этих выборов, советники избираются по смешанной системе (мажоритарной и пропорциональной). Избиратели каждого кантона выбирают Совет департамента (новое название генерального Совета): двух советников разного пола. Этот новый механизм голосования потребовал перераспределения коммун по кантонам, количество которых в департаменте уменьшилось вдвое с округлением итоговой величины вверх до нечётного числа в соответствии с условиями минимального порога, определённого статьёй 4 закона от 17 мая 2013 года.

## Население
Население кантона на 2012 год составляло 16927 человек.

## Коммуны кантона
| Коммуна              | Население, чел. (2012) | Почтовый индекс | Код INSEE |
| -------------------- | ---------------------- | --------------- | --------- |
| Альбан               | 951                    | 81250           | 81003     |
| Амбьяле              | 451                    | 81430           | 81010     |
| Арифат               | 148                    | 81360           | 81017     |
| Бельгард             | 434                    | 81430           | 81026     |
| Вильфранш-д’Альбижуа | 1218                   | 81430           | 81317     |
| Кюрваль              | 421                    | 81250           | 81077     |
| Лабутари             | 472                    | 81120           | 81119     |
| Ламилларье           | 443                    | 81120           | 81133     |
| Ле-Траве             | 126                    | 81120           | 81301     |
| Ле-Фрес              | 395                    | 81430           | 81096     |
| Ломбе                | 1086                   | 81120           | 81147     |
| Марсаль              | 274                    | 81430           | 81155     |
| Масаль               | 106                    | 81250           | 81161     |
| Монредон-Лабесонье   | 2084                   | 81360           | 81182     |
| Мон-Рок              | 185                    | 81120           | 81183     |
| Музье-Тёле           | 408                    | 81430           | 81190     |
| Мьоль                | 99                     | 81250           | 81167     |
| Орбан                | 319                    | 81120           | 81198     |
| Полине               | 530                    | 81250           | 81203     |
| Пулан-Пузоль         | 438                    | 81120           | 81211     |
| Реальмон             | 3305                   | 81222           | 81120     |
| Ресак                | 249                    | 81330           | 81221     |
| Ронель               | 297                    | 81120           | 81226     |
| Румегу               | 234                    | 81120           | 81233     |
| Сен-Льё-Лафенас      | 451                    | 81120           | 81260     |
| Сент-Андре           | 99                     | 81250           | 81240     |
| Сент-Антонен-Лакальм | 260                    | 81120           | 81241     |
| Сьёрак               | 245                    | 81120           | 81287     |
| Тейе                 | 443                    | 81120           | 81295     |
| Тер-Клапье           | 251                    | 81120           | 81296     |
| Фош                  | 505                    | 81120           | 81088     |